# 안재형
안재형(安宰亨, 1965년 1월 8일~)은 대한민국의 전 탁구 선수이다.
1986년 아시안 게임 탁구 남자부 단체전에서 금메달을 획득했으며, 1987년 뉴델리 세계탁구선수권대회 혼합 복식 종목에서 동메달을 획득하였다. 1988년 하계 올림픽 남자 복식에서는 동메달을 목에 걸었다. 1989년 자오즈민과 결혼하여 1991년 아들 안병훈을 낳았다. 2006년에는 대한항공 여자탁구단의 감독을 맡았다가, 이후에는 골프를 배우고 있었던 안병훈의 뒷바라지를 위해 미국으로 건너갔다.
2015년 3월 탁구 남자 국가대표팀 감독로 선임되면서 8년 만에 탁구계로 복귀했다. 2022년에는 한국프로탁구리그의 초대 위원장으로 선임됐다.
그 외에는 KBS와 TV조선에서 탁구 해설위원으로 활동했다.